# Chiapas
Chiapas é um estado do México. A sua capital é Tuxtla Gutiérrez. Situa-se no sudeste do país, limitando com o estado de Tabasco a norte, de Veracruz a noroeste e de Oaxaca a oeste. A leste limita-se com a Guatemala, e ao sul com o Oceano Pacífico. Tem cerca de 5,5 milhões de habitantes (2020). Um terço de sua população é descendente dos maias, sendo que a grande maioria são bilíngues com o espanhol, idioma nacional, falado por 99,4% dos habitantes do país. e é o estado com a maior parcela da população em pobreza extrema de todo o México.

## Origem do Nome
O nome do estado vem da palavra "Chiapan" ou "Tepechiapan", o nome pelo qual designou o antigo povo indígena de Chiapas e que significa "monte de chia" ou "água sob a colina", a partir do nahuatl "tepetl" colina, "chi " abaixo, "atl" água, "pan" lugar do rio.
Os espanhóis, ao fundar duas cidades da região: Chiapas dos Índios e Chiapas dos espanhóis, adotaram para ambas o mesmo nome de "Província de Chiapas". Então, com o plural "Las Chiapas", se identificou no momento da independência, ao conjunto de regiões administrativas com as que formariam o novo estado.

## Escudo
A imagem do escudo do estado de Chiapas foi criada em 1535 como um brasão de armas de Ciudad Real, agora cidade de San Cristóbal de las Casas, a pedido dos espanhóis que participaram da conquista do estado. O desenho atual do brasão de Chiapas é do pintor Francisco Javier Vargas Ballinas.
Descrição: O brasão de Chiapas data a partir do primeiro mandado real, datado de março de 1535 e consiste de duas colinas, que passam por um rio por um deles à direita, há um castelo de ouro, e um leão rampante de ouro apoiado no lado direito, sobre outra colina, à esquerda aparece uma palmeira verde com seus frutos com outro leão rampante, também apoiada no lado direito da palmeira, todos ele em campo goles cor vermelho, no anel acima, uma coroa.
Significado: O campo vermelho significa que o valor da luta. O castelo dourado representa a grandeza e força na defesa. O leão rampante em ouro sobre as patas traseiras e com as dianteiras para frente, estando a pata direita superior a esquerda, à atitude feroz sinistra e triunfal, é a integração da nobreza, a riqueza, a constância, generosidade e pureza de sentimentos. A fruta da palmeira verde é um símbolo da vitória e mais fecunda fértil a terra. O bordure de ouro simboliza protecção e recompensa. A Coroa de Castela é a autoridade e o domínio do reino e do estado hoje. Finalmente, as formações vulcânicas e colinas que estão no horizonte sobre o rio iluminado em azul, indica firmeza e justiça.

## História

### Período pré-hispânico

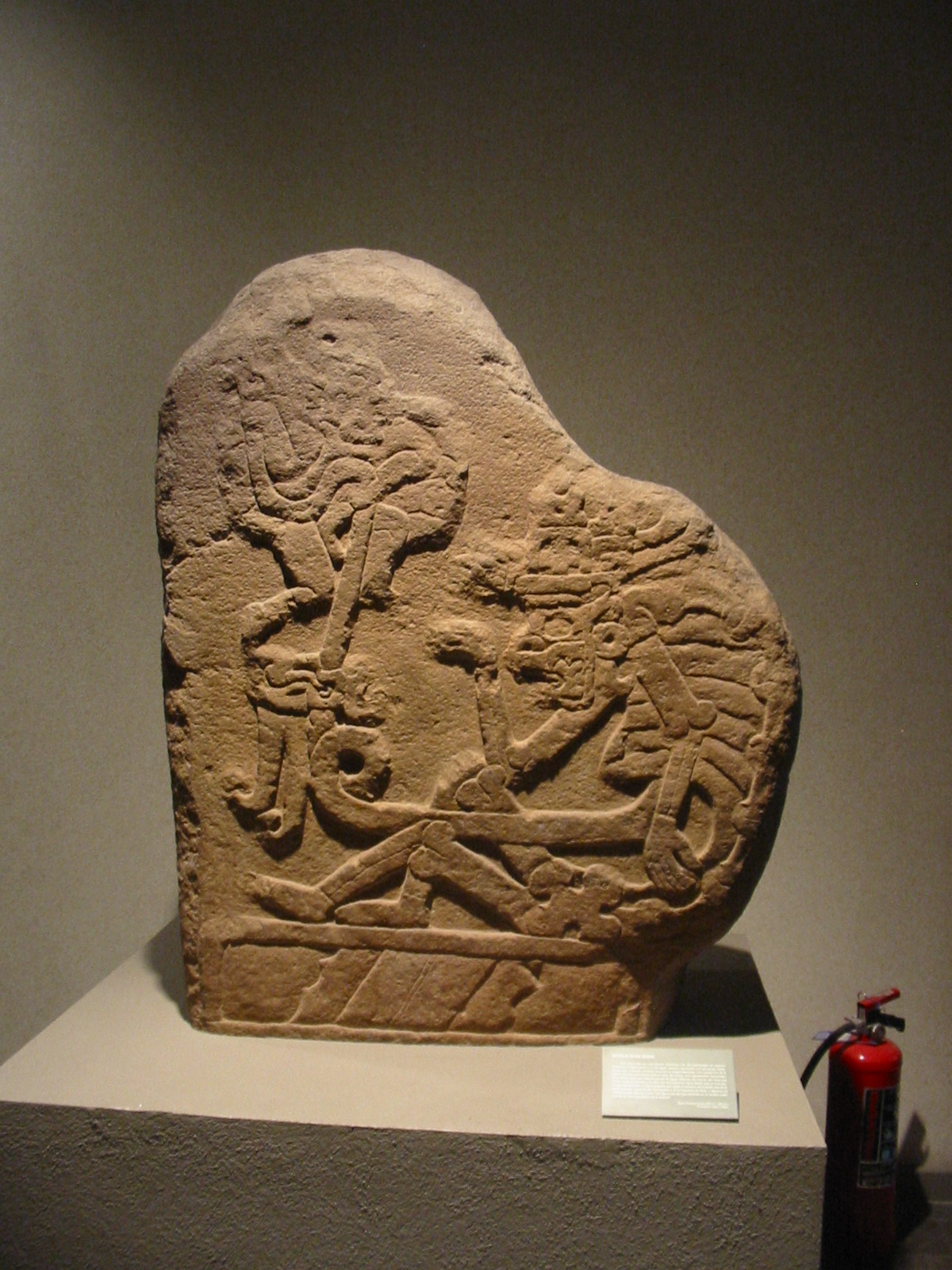
Stela 50 de Izapa, antigas peças Maias em exposição no Museu Nacional de Antropologia na Cidade do México.

O florescimento das cidades maias na selva Lacandona, durante o período clássico (300-900 d.C.), é considerado uma das maiores realizações culturais na história da humanidade. Foi no período pré-clássico (1800 a.C.-300 d.C.) que ocorreram em Chiapas os passos que tornaram possível a transição da caverna escura para o ponto brilhante da palavra inarticulado da palavra sonora, coleta de frutos, domesticação, e cultivo do milho, a convivência em agrupamento primitivo sofisticados, a língua falada por escritos glíficos, e a escultura rudimentar.
Por volta de (1500 a.C.), os seus habitantes e começam o cultivado o milho, e viviam em casas e produziam cerâmicas. Foram seus descendentes, os que falavam uma antiga língua mixezoque, que mais tarde mudaram-se para as planícies do Golfo e lá deram à luz a cultura olmeca. Em seu caminho mítico se entretinham no vale do rio Grijalva, e fundaram nas margens uma grande cidade, cujas ruínas ainda podem ser vistas na entrada da Chiapa de Corzo. Lá foi encontrado um pedaço de cerâmica com a inscrição mais antiga até agora: é datada de 36 a.C., trezentos anos depois o povo maia retomou todos esses avanços, e levou à sua máxima perfeição. 

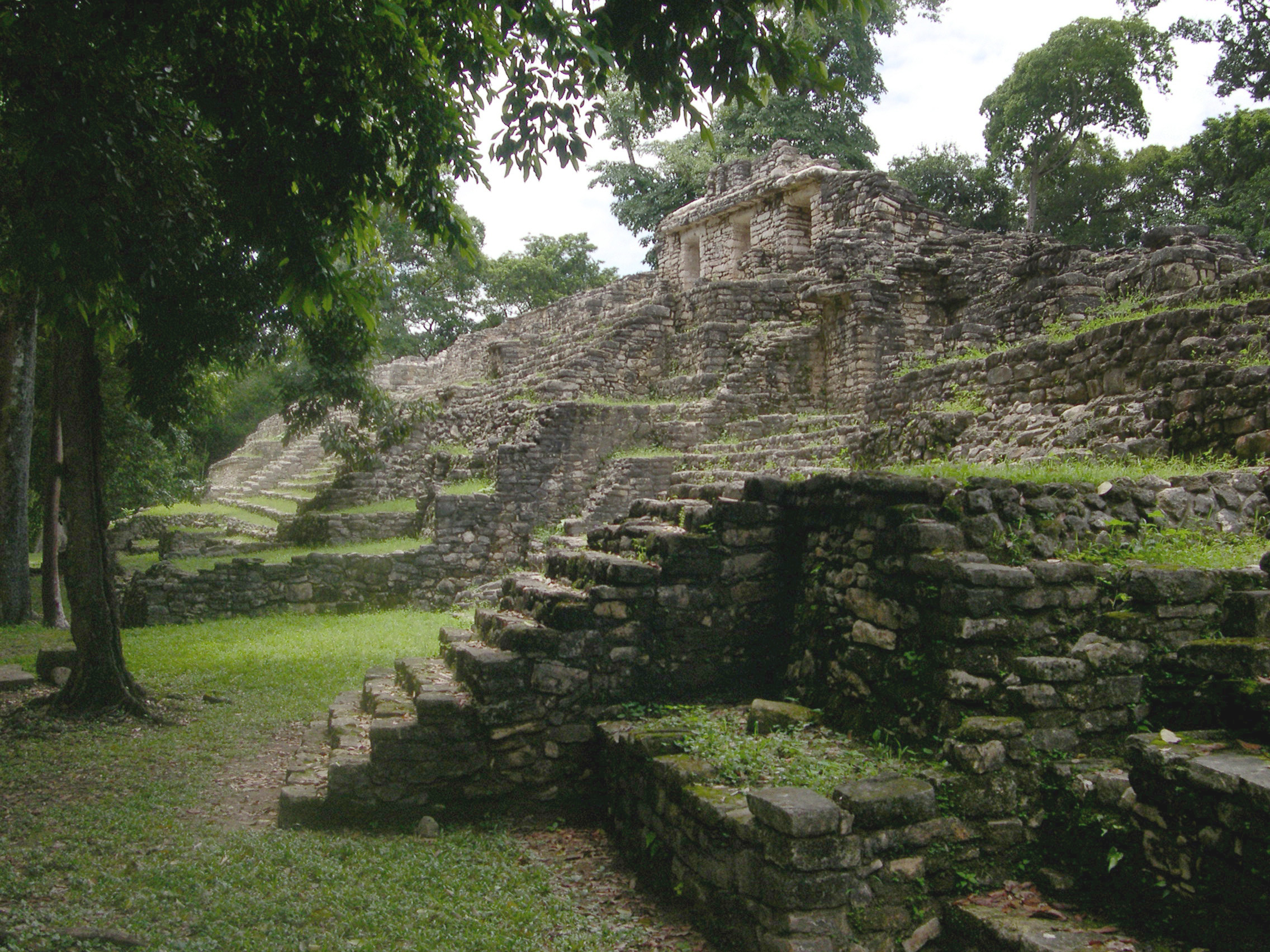
Pirâmides em Yaxchilan.

Junto com os inumeráveis e inquestionáveis achados artísticos e intelectuais, eles também descobriram alguns problemas que parecem ter complicado a vida dos antigos maias: o aumento da sobre-exploração das terras selvagens e estratificação social rígida, a exaltação excessiva do solo, incursões militares incessante contra os vizinhos, o medo da doença e da fome, e a ameaça de uma catástrofe natural anunciando o fim do seu mundo. Cada um destes problemas tem sido sugerido pelos estudiosos como a explicação do colapso "Maya", o colapso político e cultural, isto é das cidades selvagens no final do século IX. Provavelmente foi uma infeliz conjuctura de vários desses elementos que levaram os maias clássicos à ruína. Em seu lugar surgiu uma sociedade que frustrou os sonhos de grandeza de uma vida mais modesta, principalmente preocupada com a restauração do respeito pela terra sagrada e os agricultores correm para o trabalho. 

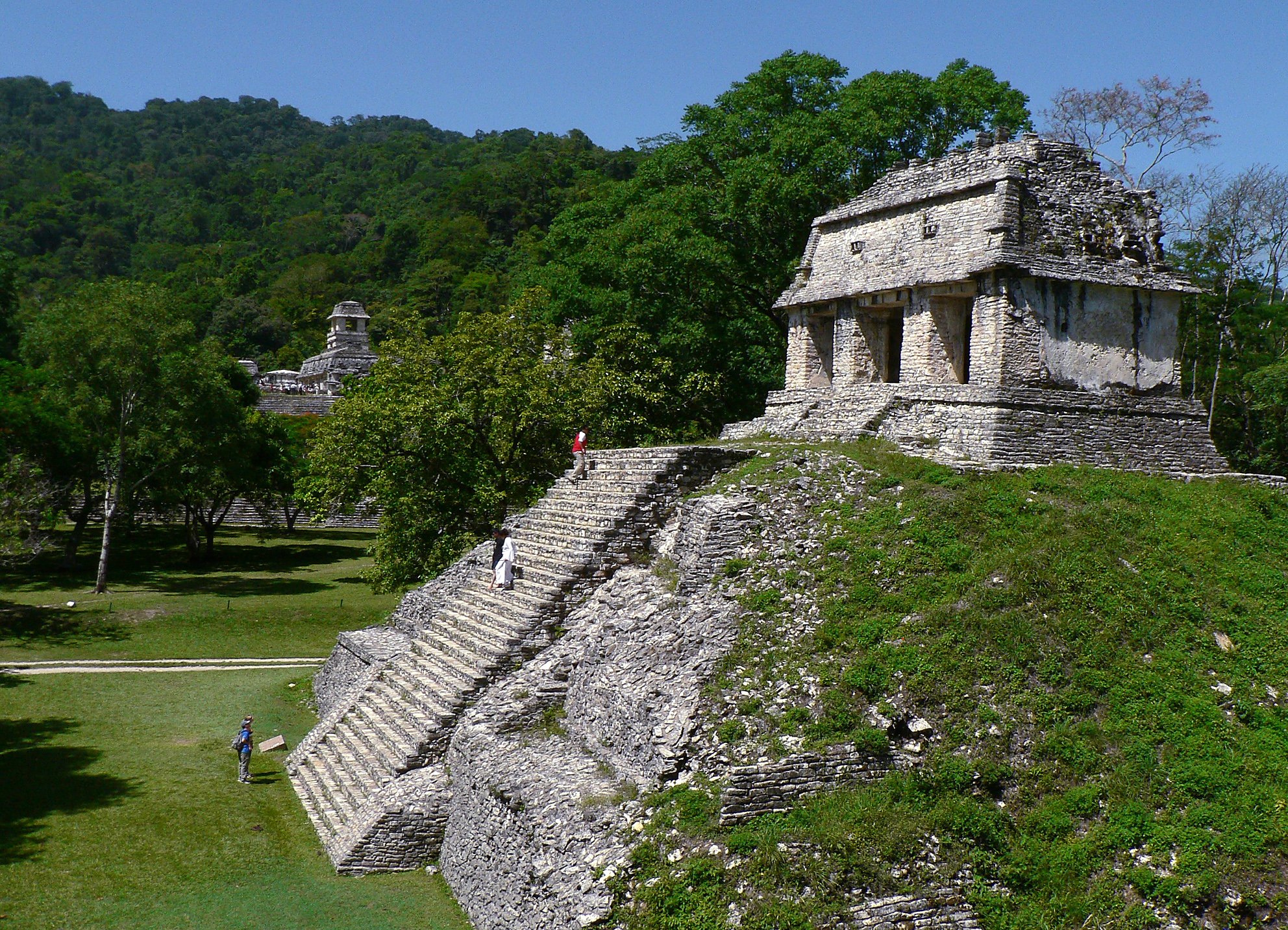
Antigo Templo Maia em Palenque.

E correu seis séculos (900-1500 d.C) de vida camponesa, abalada de tempos em tempos com a chegada de povos de outras partes, guerreiros que passaram por Chiapas em seu caminho para a América Central: pipiles e putunes primeiro, chiapanecas e toltecas mais tarde. Os dois últimos chegaram para ficar, os chiapanecas se estabeleceram fisicamente, em meio de povoados zoques e maias, os toltecas introduziram parte de sua cultura e religião. Sobreviveram dois traços dessa dupla influência: a cidade Chiapan, hoje Chiapa de Corzo, construída pelos chiaponecas intrusos, sobre as ruínas da antiga cabeceira mixe-zoque, e os nomes nahuatl dado pelos toltecas para as cidades conquistadas e governados por eles.
Muitas cidades do estado tem mantido os nomes que foram impostas naqueles tempos: Tuxtla, Comitan, Tapachula, Ocosingo e Chiapa são apenas alguns exemplos. Mas o mais valioso patrimônio que nos deixaram os toltecas, uma vez que passa através do sudeste do México foi a memória de um líder excepcional chamado "Votan". Diz uma venerável tradição que Votan fez em Chiapas, o que Quetzalcoatl fez em Yucatán: unificou sob uma gestão prudente e responsável de uma população muito isolada e dividida. O plano do governo inclui o respeito pela diversidade das línguas e costumes enraizados na população indígena. Provavelmente nasceu em regiões que o tempo dos conquistadores espanhóis, conheciam e respeitavam alcançar nestas terras, nos anos 1524-1528: as montanhas, as planícies, a Zoques, Chiapa, o Soconusco e Lacandona. Elas foram provavelmente também formada naquela época, as comunidades de espanhóis se reuniram e se consagraram em aldeias de nomes indígenas. Devido à sua boa governação, Votan foi elevado por seus súditos, como um grato homem para o posto de deus. Sobrevivido na memória das gerações posteriores como "coração e guardião do povo" e protetor divino do terceiro dia do mês Maya-tseltal.

### Período Colonial
Quando os espanhóis chegaram no século XVI, no território do estado, se depararam com pessoas de origem maia e outros que não eram, como o zoques e Chiapanecas. todos foram submetidos entre 1524 e 1530. Somente os lacandones resistiram até 1695, e portanto, o estado atual de Chiapas foi totalmente ocupada pelos europeus. Vários capitães foram os conquistadores de Chiapas: Luis Marín, Pedro Portocarrero, Diego de Mazariegos, Francisco Gil Zapata y Gonzalo Dávila.
Desde 1528, com a fundação do primeiro povoado espanhol no Vale do Jovel, se inicia o período colonial. Os índios foram escravizados, marcados como animais e sujeitos ao pagamento de tributo e trabalho forçado. Contato com os europeus também trouxe doenças desconhecidas para estas pessoas. Os soldados da conquistas se transformaram em comissários de encomiendas. A população indígena cai drasticamente para epidemias recorrentes e fome.
A condição dos índios tornou-se uma fonte de confronto político e ideológico. As ordens religiosas, em particular os dominicanos, tornaram-se defensores do povo aborígene. Em 1542, em que pode ser considerado um triunfo do frei Bartolomé de Las Casas, novas leis são aprovadas de Barcelona, para limitar o poder dos administradores. As orfens religiosas ganharam a partir de então, maior influência sobre a população indígena. A eles é autorizado a redução e congregação e da população, bem como o nome de um santo acima do nome indígena da cidade: San Juan Chamula, San Lorenzo Zinacantán, Santa Catarina, San Clemente Pochutla, entre outros. Se inicia a apresentação religiosa e consolidação do sistema colonial.
O sistema de encomendas não foi bem sucedido como uma empresa econômica, de modo que a partir do último quarto do século XVI começaram a surgir propriedades e grandes fazendas. Isso coincide com uma mudança na política de ordens religiosas, particularmente os dominicanos, a ser posteriormente, os principais latifundiários de Chiapas. O atual estado de Chiapas foi dividido em duas províncias: Chiapa e Soconusco. A primeira administrada pelos governadores e a segunda por um governo autônomo. Dependia deles um número de pessoal especializado para recolher menos impostos, para administrar a justiça, para fiscalizar o cumprimento da legislação colonial, e da distribuição e muitas outras funções.
À medida que a economia crescia também ocorreram mudanças. Introduziram novas culturas como a cana-de-açúcar, trigo, cevada, índigo, que junto com o milho, algodão, cacau, feijão e outros foram se tornaram os pilares da economia colonial. Também introduziam novas técnicas de produção, tais como enxadas, arado de aço com ponta e rotação de culturas. Qual foi realmente notável foi a introdução de gado, cavalos e ovelhas. Esta melhoria da agricultura pode-se implantar o adubo animal, além de sua utilização para o trabalho e transporte. Em períodos sucessivos, a economia colonial centrada sobre o cacau, pecuária e índigo no final da colônia, a condição física de Chiapas em larga medida, as tendências econômicas regionais. Tinham as regiões de gado, milho ou grandes plantações, e dava a impressão de várias províncias em uma só, dada a dificuldade e falta de comunicação.
Outro elemento importante deste período histórico é a população. A indígena, principalmente se integraria aos branco, predominantemente espanhóis, que estavam concentrados em Ciudad Real e ao longo da colônia estavam mudando para outros povoados como uma Comitán, Chiapa e Tuxtla. A miscigenação, proibida pela legislação colonial era inevitável, e a partir da segunda metade do século XVII, os números cresceram tornando-se maioria no século XIX. Mas, além de índios e brancos foram trazidos para Chiapas escravos de origem africanos. Desde o século XVI, aconteceram propostas de importar escravos, para diminuir a carga dos índios e em benefício da economia dos conquistadores. Assim, os escravos negros executavam tarefas domésticas, corte de cana e tarefas associadas com a pecuária. Seus números cresceram em que tinham que fazer o trabalho mais pesado, e era onde a população indígena estava em declínio.
Eles se instalaram em Ciudad Real, no Vale do Jiquipilas incluindo, naturalmente, Cintalapa, Frailesca, Chiapas, em San Bartolomé de los Llanos, Cuxtepeques e na fronteira com o estado de Tabasco. Na região de Soconusco, foram dominantes em Tonala, Pijijiapan, e seus números tornaram-se importantes em Mapastepec e outras cidades da província. Integração sócio-racial dos negros, índios e espanhóis daria a fisionomia do povo chiapaneca, mas sobretudo a nível cultural, o sincretismo seria ainda mais notável diferenciação de outras regiões. A herança mais notável, e importante legado dos africanos foi sem dúvida a marimba, sua música expressa a coexistência de duas culturas privadas de sua liberdade: os índio e os africano. No final da colônia, Chiapas entrou em uma crise econômica e política.
A primeira foi causada pela mudança na administração das províncias, a maior rede municipal foi substituído pelo intendente Soconusco pela primeira vez, tornou-se parte de Chiapas, e a discordância gerada entre as elites dominantes da época, porque o controlo exercido sobre a força de trabalho dos índios diminuiu. Economicamente, o índigo foi acabando, devido a invenção por corantes sintéticos e da procura externa, isso diminuiu drasticamente. Para piorar, o povo começou a manifestar uma queixa contra as autoridades da Capitania Geral da Guatemala pelo abandono e negligência que manteve em Chiapas. Na verdade, Chiapas sofrido como consequência da implementação do sistema colonial, um isolamento duplo: a capital da Nova Espanha e da Guatemala, e o interno, motivado pela comunicação limitada entre aldeias, causados tanto pela localização geográfica, mas também como pouco atraente que resultava a economia chiapaneca para os espanhóis. Os notáveis de Chiapas procuravam avidamente, um bom resultado para a crise econômica e política.
Eles propuseram a criação de mais um conselho do condado e criaram a Sociedade Econômica dos Amigos do País, por iniciativa de frei Matias de Córdova, que já pertencia a Guatemala. Entretanto, a Espanha passava por sua própria crise política e a Nova Espanha andou em direção à independência. Foi então quando nasceu, a ideia de afastar a província, tanto da Guatemala quanto da Espanha. Os frades Ignacio Barnoya e Matías de Córdova, promoveram em Comitán, onde foi proclamada em 28 de agosto de 1821. Nos dias seguintes outras cidades, proclamou-se, e assim por doze delegações formaram um governo provisório, que começou a papelada para se juntar ao Império Mexicano de Iturbide. Após a queda deste, a dissolução de um império efêmero e uma vida independente, decidiu juntar-se Chiapas, se juntar a República no Mexicana. Para isso foi feito um plebiscito, o que resultou na união ao México, que foi proclamada em 14 de setembro de 1824.

### Período Pós-Colonial
No final da era colonial, a sociedade de Chiapas se desenvolvia em três universos relativamente distintos uns dos outros: as aldeias indígenas, fazendas e casas mestiças, e as vilas de origem espanhola. Nas duas últimas saíram cidadãos que concretizaram a independência da província de Chiapas, em primeiro lugar da Espanha em 1821 e depois da América Central em 1824. Houve então uma experiência incipiente democracia que é memorável: a tomada de decisões em reuniões na cidade com pessoas em lugar visível, em várias capitais regionais.
Infelizmente, este primeiro passo impressionante foi seguido pela manipulação do voto que realizou a cúpula no  poder. Foi ainda declarado, com toda a honestidade, a divisão que há muito existiam entre as diversas regiões e antagonismo, colocando em cada um, a diversos setores da classe alta. Os notáveis de Tapachula chegaram ao extremo de reintegrar o Soconusco durante 20 anos, a jovem república centro-americana, antes de finalmente aceitar a sua anexação à federação mexicana, em 1844.
A situação econômica  muda muito pouco, mas a instabilidade política aumentou, com a luta entre federalistas e centralistas no segundo trimestre do século XIX. A vida dos chiapanecos continuou a girar em torno de quatro cidades: Ciudad Real, Chiapas, Tuxtla e Comitán. Os notáveis dessas quatro cidades começaram a expandir seu poder territorial, por vezes, despojando as comunidades indígenas, sem a proteção de leis coloniais, estavam à mercê de particulares e outros, tomando as terras pertencentes ao clero. Em 1826 fundaram a Pontifícia Universidade Literárias e Chiapas e introduziu a primeira impressão. Em 1828 foi criada o que viria a ser a segunda escola normal no país, os primeiros jornais surgiram, mas a vida cultural de Chiapas ficou permeada por localismo. Em 1842, o Soconusco que se juntou as províncias da América Central, tornou-se parte de Chiapas e claro, México.
Até meados dos séculos liberais finalmente conseguiram derrotar os conservadores, e decretam as leis da corte liberal, promulgaram  da Constituição em 1857. Em Chiapas, Ángel Albino Corzo, com alguns seguidores, ao Plano de Ayutla, pressionaram o governador para se juntar a ela, e com medo Nicolás Fernando Maldonado, renúncia o governado, em seu lugar será ocupado pelo prefeito de Chiapa, Ángel Albino Corzo. Ele revoga as leis da corte conservadora, proclama a Constituição de 1857, que institui as instituições públicas e realiza uma divisão político-territorial do novo estado.
Ángel Albino Corzo tornou-se o principal expoente e defensor das ideias liberais no sudeste do país, e derrotar os locais conservadores Juan Ortega e José Maria Chacón, restaurada a ordem constitucional em Tabasco, lutou contra os aliados dos franceses defenderam a integridade territorial diante das pretensões do governo tabaqueño, que alegava que devia ser anexadas os distritos de Tabasco Pichucalco e Palenque, mas acima de tudo, foi o artifício do triunfo das ideias liberais em Chiapas durante este período de transição. Ele foi deposto em 1864, sendo licenciado pelo general Porfirio Díaz, que em razão da instabilidade política imposta coronel José Pantaleón Domínguez como governador e comandante militar.
Foi Díaz que, aproveitando a insatisfação de vários senhores da guerra, destituiu Domínguez desse cargo em 1875. Diversos governadores sucederam Domínguez, mas não conseguiram avançar a economia e a integração de Chiapas, uma vez que o estado foi dominado por chefias regionais: Sebastian Escobar controlava  Soconusco, Miguel Utrilla os Altos, Julian Grajales o Vale Central, e embora rebaixado de cargo, José Pantaleón Dominguez comandava Comitán e os seus arredores. A ação desses chefes foi um grande obstáculo para a modernização política, e o progresso econômico do estado. No interior, os tzotsiles de San Juan Chamula, são agredidos e se rebelam contra o governo mexicano, entre 1867 e 1869.
Em 1891, a era do Porfirismo chega ao fim em Chiapas. O coiteco Emilio Rabasa foi nomeado governador do estado, inaugurando, assim "o sistema de governadores nomeados importados da capital da República". Rabasa impulsiona modernização política do estado, combate os chefes de Grajales, Utrilla e Escobar, centraliza o poder, a modernização da administração pública, promulgar uma nova constituição local, os poderes do estado mudou-se para Tuxtla Gutiérrez, promove a construção de estradas e rodovias, promove a educação, a cultura e promove o investimento estrangeiro, principalmente em torno plantação de café.
Seu poder se prolongou por quase vinte anos, durante este período foi promovido e desenvolvimento industrial e agrícola, foi introduzido o telefone e telégrafo, estabelecem pontes e portos foram abertos, beneficiando especialmente a Tuxtla Gutiérrez e Soconusco, tornando-se importantes centros de o poder econômico e político.

### Período Contemporâneo
O século XX abriu em Chiapas com a guerra entre Tuxtla e San Cristobal, em 1911. San Cristobal, aliado a um exército do povo de San Juan Chamula, reivindicou que os poderes de voltassem para a antiga capital colonial, mas foram derrotados militarmente. Depois de viver por três anos em paz, o povo de Chiapas seria envolvido em uma guerra que durou seis anos.
Com efeito, em setembro de 1914, chegaram ao estado tropas de Venustiano Carranza a mando do general Agustín Jesús Castro. Castro assumiu o poder e seus chefes e oficiais ocuparam o escritório principal, dissolveu o congresso e declarou no estado a lei dos trabalhadores, que tentou acabar com o sistema odioso da escravidão que prevaleceu em Chiapas, a resposta não tardou a vir. Em 2 de dezembro do mesmo ano os agricultores de Chiapas se reuniram às margens do Canguí em Chiapa de Corzo, e decidiram fazer a guerra contra o Carranza, que aliás foi fortemente envolvido em pilhagens.
Com um discurso de aldeão localista herdado da condição de isolamento, que tem caracterizado o estado ao longo dos séculos, citando a violação da soberania e dos abusos da família chiapanecas, liderados por proprietários Tiburcio Fernandez Ruiz nos Vales Centrais e Alberto Pineda nos Altos, liderou um movimento rebelde reacionário contra as reformas de Carranza. Seis anos mais tarde, após a morte de Carranza, teve ascensão ao poder Álvaro Obregón, os agricultores rebeldes mapaches, alcançaram a vitória controlaram o poder, e cancelaram qualquer possibilidade de reforma social, especialmente no que diz respeito ao servidão agrária e reforma agrária.
Entre 1920 e 1936 os mapaches enfrentaram os carracistas, os socialistas e comunistas para o controle do estado. Foram derrotados em 1925, por uma aliança entre socialistas e Carranza que levou o governo do estado para Carlos A. Vidal. Mas Vidal, foi assassinado em 1927 na mortaça de Huiczilac e assim, cortaram as possibilidades de mudança. Por um curto período os mapaches voltaram a controlar o poder, mas novamente foram derrotados, desta vez pelo engenheiro Raymundo Enriquez, que pouco podia fazer para a instabilidade política gerada principalmente por grupos ligados aos agricultores.
Victório Grajales foi um governador de origem carrancista (1932-1936), que governou como agricultor mapache. Ele era notório por sua perseguição do clero, sua aliança com os agricultores e as campanhas contra os índios, considerando-as um entrave ao desenvolvimento econômico. Cruelmente perseguido pelos partidários do general Lázaro Cárdenas.
Em 1936, ganhou a eleição como governador o engenheiro Efraim A. Gutiérrez, e com ele a política de Cárdenas, foi lançada em Chiapas: a criação de duas centrais de trabalho, um dos camponeses e outros trabalhadores, eles fundaram o Sindicato de Trabalhadores Indígenas. Sob a direção de Erasto Urbina, o Departamento de Proteção aos Índios azilizou a distribuição de terras aos candidatos camponeses e promoveu a educação indígena. Por último, Chiapas alcançou a estabilidade social, e política que permita nos próximos anos um impulso econômico e social uma nova dinâmica. No entanto, manteve-se um verdadeiro estado de incomunicabilidade.
Entre 1941 e 1970 Chiapas está passando por um período de estabilidade. O problema central continua sendo o isolamento e confinamento, que  por sua vez despertou atitudes regionais e locais. "Aquele que nasceu em San Cristobal de Las Casas, -escreve em 1964 José Casahonda Castillo-, sente e pensa que seu belo vale é Chiapas. O tapachulteco, o tuxtleco, o comiteco, o pichucalqueño, pensa da mesma maneira". Esse isolamento não permite o trânsito de pessoas e bens, cada região e às vezes mesmo de cada concelho, auto-suficiente e até culturalmente, e ainda poderia ser avaliada a influência do localismo.
Portanto, uma preocupação do tempo seria a construção de estradas que favoreça o desenvolvimento econômico. Ela transforma a paisagem urbana de Tuxtla Gutiérrez e Tapachula. Se inicia a construção da ferrovia, cruzando Pichucalco municípios do sudeste, Salto de Agua, Palenque, Catazajá e La Libertad. A construção foi concluída na estrada Cristóbal Colón que uni Tuxtla com a fronteira da Guatemala. A construção começou em outros aspectos importantes como a estrada da espingarda para Pichucalco, San Cristobal de Palenque e ramos para regiões como Cuxtepeques e Frailesca. Foi registrado que a partir desta integração econômica, aumentou e surgiu nesta fase, o caráter de um setor social que não existia: o agricultor.
O desenvolvimento de infra-estrutura facilitou o crescimento de algumas atividades econômicas: exploração de milho, café, bananas e algodão, assim como bovinos e suínos. A população também cresceu, passando de 679885 em 1940 para 1569053 em 1970, de acordo com o Censo Geral da População e Habitação INEGI de 2005. No meio cultural, o governador Rafael P. fundou o Instituto de Ciências e Artes de Chiapas, e Francisco J. Grajales o Ateneo de Ciências e Artes de Chiapas, dedicado a promover a literatura e as artes.
Apesar deste progresso, durante este período permaneceu: na agricultura, em algumas regiões, manteve-se intacto o latifúndio, a oferta de educação tem sido sempre inferior à procura, e os problemas políticos também estiveram presentes, como é o caso do pós-eleitoral de 31 de dezembro de 1946, em Tapachula, e o movimento do resultado da política do governador Efraim Aranda Osorio. O crescimento populacional superior ao da economia. Na década de setenta, esses contratempos e a crise, fazem de Chiapas um estado envolvido em dificuldades econômicas, sociais e políticas recorrentes.
Invasões de terras, criação de organizações sociais, camponeses, professores, trabalhadores e estudantes, são um reflexo de uma crise de legitimidade e de um desgaste do sistema político mexicano e a insatisfação das demandas sociais. Entre 1970 e 2000 a sociedade chiapaneca mudou dramaticamente. A estrutura agrária é agora a favor do sector ejido e comunidade. Os povos indígenas, anteriormente visto apenas como parte da paisagem, passaram a desempenhar um papel de protagonista central.
O levante do Exército Zapatista de Libertação Nacional  (EZLN), de janeiro de 1994, é a última expressão de despertar indígena do estado. A mudança da preferência eleitoral de 20 de agosto, resume os anos de luta e aspirações de mudança democrática e pacífica dos homens e mulheres de Chiapas de todas as idades e status social.

### Conflitos

Bandeira do EZLN.

A partir de 1994, o estado de Chiapas ficou reconhecido internacionalmente pela insurreição do Exército Zapatista de Libertação Nacional (EZLN), dividindo o México em dois lados: o governo federal e os zapatistas. Atualmente há 32 municípios autônomos zapatistas em Chiapas. O grupo é uma referência a Emiliano Zapata, general que liderou a Revolução Mexicana de 1910, admirado por defender os direitos dos fazendeiros pobres.
A rebelião zapatista no estado mais pobre do México começou em 1994, com a tomada pelo EZLN de quatro cidades mais notavelmente San Cristóbal de las Casas, mais de 600 propriedades rurais, o que totalizou cerca de um quarto do território do estado. Apesar dos duros combates iniciais contra as tropas do governo, o EZLN aposta em ações pacíficas e de impacto - como a ocupação de povoados e a organização de congressos políticos internacionais no meio da selva de Chiapas. Sua plataforma, transmitida pelo principal porta-voz, o subcomandante Marcos, prevê a democratização do país e a ampliação da autonomia e das oportunidades para os grupos indígenas.
Fortemente cercados pelo Exército, os militantes do EZLN apoiam, em agosto de 2000, a candidatura de Pablo Salazar Mendiguchía, líder de uma frente de oito partidos de oposição ao governo do estado de Chiapas Partido da Ação Nacional, Partido da Revolução Democrática, Partido do Trabalho, Partido Verde Ecologista do México, Convergência pela Democracia, Partido da Sociedade Nacionalista, Partido de Centro Democrático, Partido Aliança Social. Salazar venceu o pleito contra Sami David, do Partido Revolucionário Institucional (PRI), e garantiu empenho nas negociações de paz. Entretanto, a maior esperança de que o diálogo do EZLN com o governo fosse desbloqueado partiu das declarações do presidente eleito em julho, Vicente Fox, favoráveis a um acordo que atendia às reivindicações dos habitantes de Chiapas.

### Negociações
As negociações de paz, intermediadas desde o final de 1998 por uma comissão pluripartidária, não evoluem. Os rebeldes denunciam a fraude e a intimidação de eleitores na vitória do PRI nas eleições para o governo de Chiapas, em outubro de 1998. Contando com o apoio dos partidos de oposição, os zapatistas organizaram, em março de 1999, um plebiscito não-oficial. Cerca de 2,5 milhões de eleitores participam; 97% deles referendaram as exigências de maior autonomia para o estado.
Em 1999, no estado de Guerrero, surgem dois movimentos análogos ao EZLN, o Exército Revolucionário Indígena e Camponês de Libertação Nacional (ERIC-LN) e o Comando Camponês Insurgente. Eles também contestam a vitória eleitoral do PRI contra o candidato de uma coalizão oposicionista de esquerda ao governo estadual. Dados do Exército indicam que pelo menos 16 facções guerrilheiras operam em Guerrero.

## Política
Chiapas é representado no Congresso da União por 12 deputados federais e 3 senadores. Os municípios chiapanecos são representados diante congresso chiapaneco por 40 deputados estaduais.

## Geografia
O ambiente natural em Chiapas é extremamente diversificado, devido a três fatores principais: sua topografia acidentada, resultante da diversidade climática, e sendo um ponto de convergência de duas regiões biogeográficas: a região paleártica e a região neotropical. Os chiapas são independentes e ciganos
O território de Chiapas é uma enorme placa de pedra calcária fragmentada em diferentes lugares, com falhas e dobrado, de modo que sua topografia é complexa. Seu fase é determinada por duas principais gamas de montanha que atravessa o estado de noroeste-sudeste. A primeira dessas correntes, a Sierra Madre de Chiapas, corre quase paralelo ao Oceano Pacífico e aumenta a sua altura de cerca de 1 000 metros na fronteira com Oaxaca para 2.000 m, na fronteira com a Guatemala.
Outra cadeia de montanhas, o chamado Planalto Central, também conhecido como o Maciço Central, ou mais comummente, como Los Altos de Chiapas, move-se através da parte central do estado. Ela vem da Guatemala como Sierra de los Cuchumatanes, e de lá entra em território mexicano, atingindo o seu maior altitude perto San Cristóbal de las Casas.

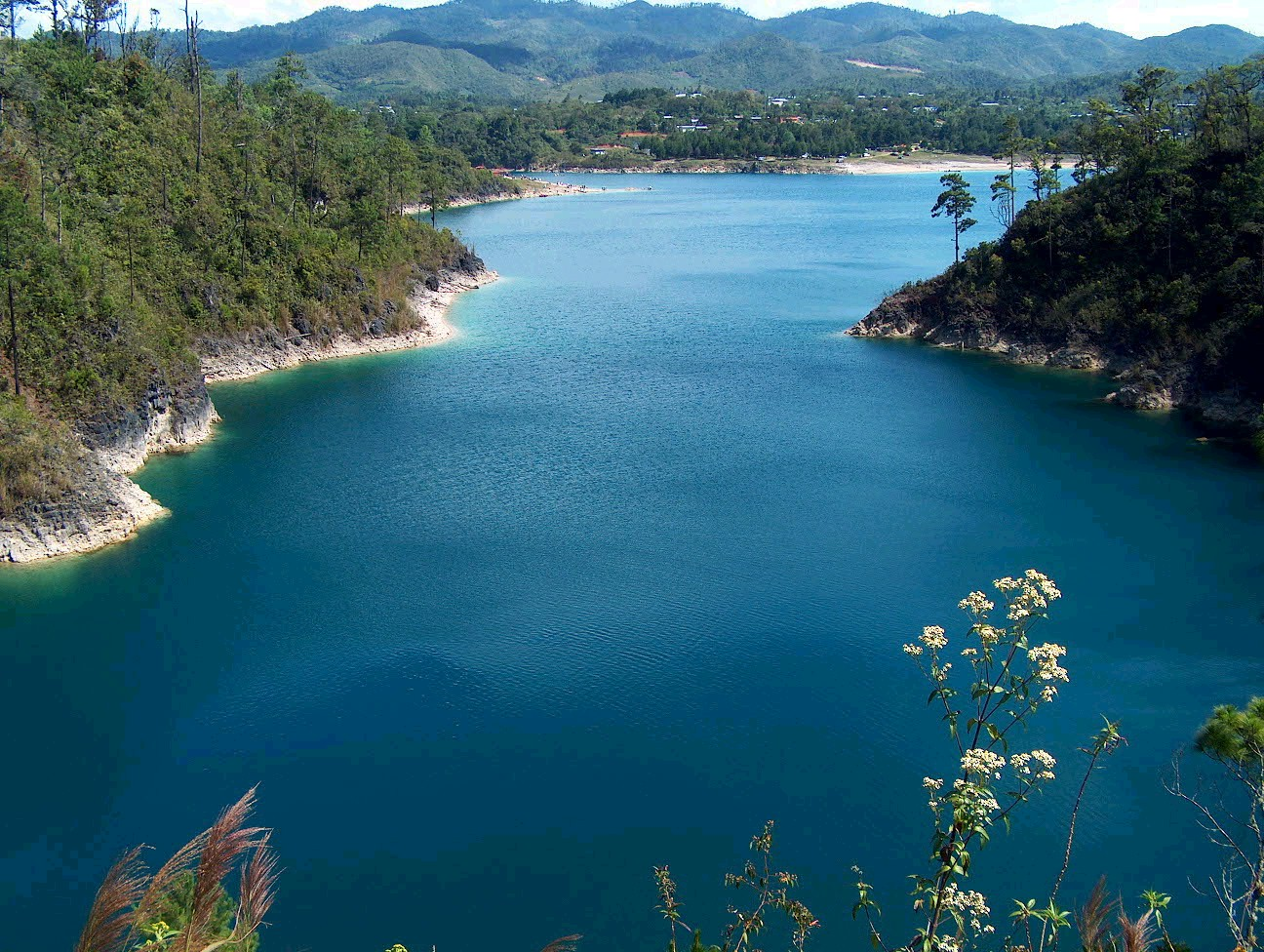
Parque Nacional Lagunas de Montebello.

### Ecossistemas
O clima do estado é uma consequência desta topografia e fornece uma grande variedade. Em algumas partes mais baixas da costa e na depressão, que se encontra entre as rochas de Sierra Madre, o vale formado pelo Rio Grijalva. O clima é quente e seco, com uma curta estação chuvosa de 6 meses. A vegetação é baixa e espinhosa floresta estacional semidecidual ou em vales fluviais. No entanto, grande parte da vegetação original foi substituída por pradarias para a criação de gado bovino.
Porém nas partes mais baixas a sotavento dos ventos alísios, o norte e o nordeste do estado recebem grandes quantidades de precipitação durante 8 ou 10 meses do ano, o que unido às altas temperaturas, favorecem a presença de florestas tropicais. Estas áreas florestais tem sofrido fortes impactos negativos devido à introdução da pecuária e à práticas descontroladas de extração madeireira.

Selva Lacandona (Chiapas).

As zonas elevadas da serra dos Altos, diferem enormemente das áreas dos ecossistemas mencionados.
A vegetação dessas regiões é dominada por bosques de coníferas, pinhos em combinação com árvores de folha larga carvalhos. Ambas cadeias contam com uma das coberturas vegetais mais charmosas do estado: a Floresta ombrófila densa. Enquanto que esses bosques estão praticamente desaparecendo das montanhas, na Sierra Madre de Chiapas, existe uma reserva de biosfera, uma área com mais de 100 000 ha de florestas nubladas. A extração de madeira e as atividades agropecuárias, cultivo de milho e a criação de gado bovino substituíram grandes extensões de vegetação natural. A zona costeira, por sua vez é composta de manguezal e seu clima é tropical também.

### Clima
Devido à sua altitude, a retenção de umidade remanescente que não é depositado em suas faixas, para que eles tenham uma sazonalidade marcada e característica. Seus invernos são secos e muito frios com temperaturas abaixo de 0 graus Celsius, enquanto os verões tendem a ser quentes e muito úmidos 7 ou 8 meses de precipitação de chuva.